# Siping
Siping (en chino, 四平市; pinyin, Sìpíng shì) es una ciudad-prefectura en la provincia de Jilin, República Popular de China. Limita al norte con Changchun, al sur con Tieling, al oeste con Tongliao y al este con Liaoyuan.

## Administración
La ciudad prefectura de Siping se divide en 2 distritos,2 ciudades y 2 condados:
- Distrito Tiexi (铁西区)
- Distrito Tiedong (铁东区)
- Ciudad Shuangliao (双辽市)
- Ciudad Gongzhuling (公主岭市)
- Condado Lishu (梨树县)
- Condado Yitong Manzu (伊通满族自治县)

## Clima
Situada en el interior de la llanura Songliao que ocupa casi el 70% de su territorio, mientras que el área montañosa representa solo el 6% . En general, el terreno de la ciudad disminuye de sureste a noroeste. Siping tiene un clima templado, la ciudad se caracteriza por una primavera seca y ventosa,el verano húmedo y caliente y el otoño fresco, así como el invierno largo y frío. Principalmente, la lluvia se concentra entre junio y agosto. La temperatura en enero es de -12 °C y en julio es de 24 °C. Tiene una temperatura media anual de 7 °C.
| Parámetros climáticos promedio de Siping (1971−2000) | Parámetros climáticos promedio de Siping (1971−2000) | Parámetros climáticos promedio de Siping (1971−2000) | Parámetros climáticos promedio de Siping (1971−2000) | Parámetros climáticos promedio de Siping (1971−2000) | Parámetros climáticos promedio de Siping (1971−2000) | Parámetros climáticos promedio de Siping (1971−2000) | Parámetros climáticos promedio de Siping (1971−2000) | Parámetros climáticos promedio de Siping (1971−2000) | Parámetros climáticos promedio de Siping (1971−2000) | Parámetros climáticos promedio de Siping (1971−2000) | Parámetros climáticos promedio de Siping (1971−2000) | Parámetros climáticos promedio de Siping (1971−2000) | Parámetros climáticos promedio de Siping (1971−2000) |
| Mes                                                  | Ene.                                                 | Feb.                                                 | Mar.                                                 | Abr.                                                 | May.                                                 | Jun.                                                 | Jul.                                                 | Ago.                                                 | Sep.                                                 | Oct.                                                 | Nov.                                                 | Dic.                                                 | Anual                                                |
| ---------------------------------------------------- | ---------------------------------------------------- | ---------------------------------------------------- | ---------------------------------------------------- | ---------------------------------------------------- | ---------------------------------------------------- | ---------------------------------------------------- | ---------------------------------------------------- | ---------------------------------------------------- | ---------------------------------------------------- | ---------------------------------------------------- | ---------------------------------------------------- | ---------------------------------------------------- | ---------------------------------------------------- |
| Temp. máx. media (°C)                                | −7.4                                                 | −3.1                                                 | 5.2                                                  | 15.3                                                 | 22.1                                                 | 26.6                                                 | 28.2                                                 | 27.3                                                 | 22.4                                                 | 14.2                                                 | 3.5                                                  | −4.5                                                 | 12.5                                                 |
| Temp. mín. media (°C)                                | −18.4                                                | −14.7                                                | −6.2                                                 | 2.8                                                  | 9.8                                                  | 15.9                                                 | 19.6                                                 | 17.8                                                 | 10.5                                                 | 2.3                                                  | −6.7                                                 | −14.6                                                | 1.5                                                  |
| Precipitación total (mm)                             | 5.5                                                  | 5.6                                                  | 15.5                                                 | 31.8                                                 | 57.8                                                 | 99.8                                                 | 176.9                                                | 133.5                                                | 53.1                                                 | 32.9                                                 | 12.9                                                 | 7.4                                                  | 632.7                                                |
| Días de precipitaciones (≥ 0.1 mm)                   | 4.4                                                  | 4.4                                                  | 5.1                                                  | 7.3                                                  | 10.4                                                 | 12.7                                                 | 15.3                                                 | 12.0                                                 | 8.5                                                  | 6.8                                                  | 5.4                                                  | 4.7                                                  | 97.0                                                 |
| Horas de sol                                         | 204.0                                                | 209.2                                                | 249.2                                                | 246.3                                                | 263.6                                                | 246.0                                                | 212.2                                                | 222.5                                                | 241.1                                                | 225.5                                                | 182.8                                                | 181.1                                                | 2683.5                                               |
| Humedad relativa (%)                                 | 66                                                   | 62                                                   | 55                                                   | 50                                                   | 54                                                   | 67                                                   | 79                                                   | 79                                                   | 72                                                   | 65                                                   | 64                                                   | 65                                                   | 64.8                                                 |
| Fuente: China Meteorological Administration          |                                                      |                                                      |                                                      |                                                      |                                                      |                                                      |                                                      |                                                      |                                                      |                                                      |                                                      |                                                      |                                                      |